# Eunomius van Cízycus
Eunomius (Εὐνόμιος) (Dacora (Cappadocië), vroege 4e eeuw - ca. 393) was een van de leiders van de extreme vleugel van de eunomianen, de aanhangers van het anomoeanistische arianisme.

## Levensloop
Eunomius studeerde theologie in Alexandrië onder Aetius. Na het afronden van zijn studies kwam hij onder invloed  van Eudoxius van Antiochië, die hem als diaken wijdde. Op voordracht van Eudoxius werd hij in 360 tot bisschop van Cyzicus benoemd. Hier leidde zijn vrije uiting van extreme ariaanse standpunten tot klachten. Op bevel van de keizer, Constantius II, moest Eudoxius Eunomius binnen het jaar alweer afzetten als bisschop van Cyzicus.
Tijdens het bewind van Julianus de Afvallige en Jovianus verbleef Eunomius in Constantinopel. Hij stond toen in nauwe omgang met Aetius. Samen consolideerden zij een partij met een afwijkende mening. Ook wijdden zij bisschoppen. Daarna leefde hij een tijd in Chalcedon. Van daaruit werd hij in 367 naar Mauretania verbannen. De motivatie voor deze verbanning lag in het feit dat hij de rebel Procopius verborgen had gehouden. Voordat hij zijn bestemming in Mauritania echter had bereikt, werd hij alweer teruggeroepen. 